# Indijska umjetnost
Indijska umjetnost označava umjetničku produkciju indijskih naroda kroz povijest i umjetnost današnje Republike Indije.

## Prapovijest
Ljudi žive na Indijskom potkontinentu oko 400.000 godina, a najljepša svjedočanstva svog postojanja su ostavili u špiljama Bhimbetka, čije su slike stare oko 30.000 godina, a petroglifi čak 290.000 godina, što ih čini najstarijim ljudskim izrazom na svijetu.
Nedugo nakon početaka prve civilizacije koja se rodila u Mezopotamiji (današnji Irak i Sirija) oko 3500 g. p. K. javljaju se i najranija gradska naselja na rijeci Indu (oko 3000. g. p. K.). Gradovi kao Mohendžo Daro i Harappa bili su najveći i najrazvijeniji.  Mohendžo-daro je zauzimao je 60 hektara površine, imao je pravokutni oblik i oko 40.000 stanovnika, a važnije građevine (poput citadele, škole, najstarije kupaonice i kanalizacije na svijetu) bile su izgrađene opekama od pečene gline.
Vezu Bliskog Istoka i Kine ostvarivala su mnoga nomadska plemena preko Indije, ali prije svega preko Perzije. Tako je Indijska umjetnost ostala dugo godina samosvojna i originalna.

## Prva carstva
Indijci su apsorbirali mnoge perzijske elemente, ali su očuvali i domaće kiparske tradicije. Likovi mekih, čulno punih oblika, mogu se pratiti unatrag do prvih naseobina u dolini Inda. Tako su npr. nastale kiparski oblikovane vratnice Velike stupe u Sanchiju. Zanimljivo je da se na ovom djelu ne vidi gdje prestaje arhitektura, a gdje počinje skulptura. Stil koji je više čuvao tradicionalnu Indijsku skulpturu naziva se Mathura stil (po najvažnijoj školi u gradu Mathuri). 
U međuvremenu je sjeverozapadna oblast Indije – Gandhara (danas u Afganistanu i Pakistanu) potpala pod vlast Aleksandra Velikog i nastao je Gandarski ili Indo-Grčki stil. Grčko-Rimski utjecaj se osjeća kroz nekoliko narednih stoljeća, a zanimljiv je u nekim od prvih prikaza Bude gdje je spojena indijska kiparska tradicija sa zapadnjačkim klasičnim elementima (npr. grčki profil).
Na kraju su se ta dva tipa kiparstva stopila u jedan za vrijeme dinastije Gupta (4. – 6. st.). O tome svjedoče začuđujuće slike na zidovima hinduističkih špiljskih hramova u Ajanti. Ta umjetnost se proširila cijelom Indijom i preselila se dalje na Daleki istok kad se Budizam proširio, čak do Kine i Japana.

### Indijski hramovi
Budistički hram, poput Mahabodhi hrama u Bodh Gayi (5. – 6. stoljeće), je ustanovio klasični oblik indijskog hrama s tornjem u obliku visoke piramide i visokom kamenom ogradom odmah uz hram, oboje potpuno prekriveni prizorima u visokom reljefu.
Najstariji hinduistički hramovi na jugoistoku Indije, oni građeni za vrijeme Pallava vladara, su zapravo prijelaz iz špiljskog hrama u strukturnu građevinu sa snažnim odlikama budističkih samostana i chaitya (dvorana u kojoj je stupa) s nekoliko ćelija okupljenih oko dvorišta. Tako hramovi u Mahabalipuramu i Hram sunca u Kornaku imaju dvorane-paviljone (mandapa) i svetišta (rathas) oblikovane kao ceremonijalne kočije. 
Khajuraho hramovi su izvrsni primjer srednjovjekovne indijske arhitekture, ali svojim prikazima i svjedočanstvo života ljudi u vrijeme Chandela vladara (oko 950. – 1150.). Hramovi su izgrađeni od pješčenjaka, bez veziva, a kamenje se povezivalo na utor i zator s velikom preciznošću. Njihovi stupovi i arhitravi su izgrađeni od megalita, do 20 tona teških. Svaki se sastoji od tri glavna elementa: ulaza (ardhamandapa), svečane dvorane (mandapa) i svetišta (garbha griha).

### Izvan Indije
Indijska umjetnost se s hinduističkom religijom proširila i u jugoistočnoj Aziji (Indokina), prije svega na Javi gdje postoji nevjerojatna Stupa iz 8. st, u Borobuduru. 
Jedinstveno obilježje budističke arhitekture su kamene visoke pagode koje su najbrojnije u Mijanmaru (Burmi). Ali najmonumentalniji hinduističko-budistički hram je ujedno i najveća bogomolja ikad sagrađena – Angkor Wat. Angkor je bio najveći drevni grad na svijetu i prijestolnica Khmerskog naroda koji je vladao u Kambodži od 10. do 12. st. Hram je ogromni kameni kompleks s pet pagoda okružen kanalima, detaljno isplaniran i dekoriran, a služio je kao hram, palača i mauzolej Khmerskog boga-kralja.

## Islamska umjetnost u Indiji
Arapskim zauzimanjem Sinda (712.) započinje islamizacija zapadne Indije i islamska umjetnost postaje dominantna na tom području. Godine 1206. uspostavljen je Delhijski sultanat (do 1398.). Po naredbi Qutb-ud-din Aibaka, prvog muslimanskog vladara Indije, 1193. godine započela je izgradnja Kutab minareta u Delhiju, koji sa svojih 72,5 m visine predstavlja najviši minaret od opeke na svijetu.
Početkom 14. st. mongolski upad je približio islam Dalekom istoku i obogatio islamsku umjetnost. Prvi vladar Mogulskog Carstva, Babur stigao je iz Perzije i bio je u srodstvu s mongolskim carevima dinastije Timurida. On je s kasnijim Mughalima izgradio carstvo koje je početkom 18. stoljeća obuhvaćalo cijelu Indiju osim južnog vrha. Mughali su poticali umjetnost i pridonijeli širenju islama u cijeloj Indiji. Humajunova grobnica, grobnica baburovog sina Humajuna u Delhiju iz 1562. godine, je bila prva vrt-grobnica na indijskom poluotoku, i također prva građevina te veličine od crvenog pješčenjaka. Ona je korak dalje od Gur-e-Amira, grobnice njegovog pretka i osvajača Azije, Timura Velikog u Samarkandu, te je bila presedan za buduću mogulsku arhitekturu kraljevskih mauzoleja koja je dostigla svoj vrhunac s Tadž Mahalom u Agri. Zapanjuje činjenica da veličanstvena građevina Taj Mahal u Agri (1630. – 1648.) nije palača za užitak, nego mauzolej koji je Šah Džehan, Humajunob unuk, podigao svojoj voljenoj ženi Mahal. Ovdje je organska plastičnost hinduističke arhitekture usklađena s islamskom apstrakcijom i čistoćom linija. Bijeli mramorni zidovi, raskošno dekorirani reljefima i umetnutim obojenim kamenjem s dubokim nišama punim sjena, izgledaju tanki poput papira, skoro providni, a čitava građevina ostavlja utisak kao da jedva dodiruje tlo i kao da visi o kupoli koja sliči na balon. Atmosfera pjesničkog sanjarenja pojačana je okvirom – dugim vještačkim jezerom u kojem se građevina ogleda, oivičeno tamnozelenim žbunjem, ističe hladnu bjelinu paviljona na veleban način.
U 16. st., sa središtem u veličanstvenim utvrđenim palačama od pješčenjaka u Agri (Utvrda Agra), Fatehpur Sikriju, Lahoreu (Utvrda Lahore) i Delhiju (Crvena utvrda), nastaje osobita indo-islamska umjetnost velebnih džamija, palača, mauzoleja i figurativnog slikarstva. 
Za vrijeme vladavine tri cara: Akbara (1555. – 1603.), Jahangira (1603. – 1627.) i Šaha Džehana (1627. – 1666.), čak se i Europa upoznala s mogulskom slikarskom školom. Akbarova želja za političkim jedinstvom svih sfera vlasti inspirirala ga je na sakupljanje europskih umjetnina. Iako su se ortodoksni muslimani u Indiji protivili Akbarovom pokroviteljstvu figurativnih umjetnosti, njegov sin Jahangir je ohrabrivao indijske umjetnike da proučavaju prirodu i europsko slikarstvo. 
U Alegorijskom prikazu cara Jahangira na prijestolju u obliku sata, barokni interes za aktualno (pješćani sat) ukomponiran je u islamsku scenografiju. Okvirni ukrasi, kaligrafsko pismo i raskošan tepih koji uplošnjava pozadinu su ostavština perzijske umjetnosti. S druge strane, Figure i pješćani sat su trodimenzionalni sa sjenama. Jahangir okružen suncem i mjesecom, prima audijenciju muslimanskog sufija s bijelom bradom, muslimanskog princa s crnom bradom, europskog diplomata u zapadnjačkoj odjeći i umjetnika koji drži sliku. Dva mala anđela koja se igraju u podnožju pješćanog sata su kopirani s neke barokne slike. A kupidi iznad njih simbolički predstavljaju slijepu ljubav (kupid s lukom i strijelom – ljubav, a onaj s prekrivenim očima – sljepoću).

## Indijska glazba
Indijska glazbena tradicija jedna je od najstarijih neprekinutih tradicija na svijetu. Podaci o njoj stari su više od 3000 godina, a nalaze se u drevnim indijskim zapisima - Vedama. 
U Indiji postoje iste vrste glazbe kao i u Europi: folklorna, popularna i klasična. Na Zapadu je najpoznatija i najcjenjenija indijska klasična glazba. Ona se kao glazba viših društvenih slojeva počela razvijati od 12. st. u hinduističkim hramovima i na dvorovima maharadža. Postoji duboka veza između indijske glazbe, filozofije, religije i prirode. Ona se izražava kroz stotine melodijskih uzoraka, raga. Svaka raga ima posebno značenje i povezuje se s određenim raspoloženjem, osjećajima, dnevnim ili godišnjim ciklusima. Izvođač odabire prikladnu ragu, izvodi je, a zatim improvizira. Jedna izvedba može trajati i nekoliko sati. Razinu umjetničke vrijednosti određuje vještina i maštovitost glazbenika izvođača. Samo pravi poznavaoci indijske filozofije mogu do kraja razumjeti indijsku glazbu. 
Indijska glazba je vokalna i to često jednoglasna. Melodijska linija je bogato ukrašena ornamentima, a karakteristična je uporaba glisanda koji povezuju tonove. Često se izvodi uz instrumentalnu pratnju prilikom čega glazbala oponašaju vokalni stil izvedbe.

## Poveznice
- Povijest Indije
- Kineska umjetnost
- Indijski hram

## Vanjske poveznice
- Indijske umjetnosti  Arhivirana inačica izvorne stranice od 7. listopada 2007. (Wayback Machine)
- Kratka povijest indijske umjetnosti od 2500 pr. Kr. do danas
- Ellora pećine UNESCO svjetska baština
- Spomenici u Mahabalipuramu UNESCO svjetska baština
- Elefanta pećina UNESCO svjetska baština
- UNESCO svjetska baština: Pećinsko sklonište Bhimbetka
- Indijski pećinski hramovi
- Online izložba u Virginia muzeju